# 許慧欣
許 慧欣（イボンヌ・シュー、またはシュー・ホウェイシン、1980年12月5日 - ）は、台湾を中心として香港などの中華圏芸能界で活動する女性歌手。英文表記はEvonne Hsuであるが、プロモーション上eVonneと表記される。テキサス州出身のアメリカ人。姉と妹が一人ずつおり、妹もタレントとして台湾でデビューしている。

## プロフィール
アメリカ・テキサス州で生まれ育ったアメリカ人。英語、中国語(北京語)を話す。2002年にアルバム「快楽為主」を発表しデビュー、大ヒット以降、コンスタントに活動を続けている。透明度が高い声色と優しさのある歌唱法が主だが、時折ソウルやジャズに通じる強い表現ものぞかせる。

## 評判
- 第14回金曲奨において最優秀新人賞を受賞した。
- 色白で上品な面立ちから「雪白公主」などと呼ばれることが多い。

## 音楽作品
- 快楽為主 （2002/1）
- 孤単芭蕾 （2002/9）
- 美麗的愛情 （2003/7）
- 幸福 （2004/6）
- 万中選一 （2005/11） 【ベストアルバムと新曲アルバムのCD二枚組】
- 謎 （2006/10）
- 欣的記憶 （2008/7）
- 愛極限 （2009/5）

## ドラマ出演
- 心動列車 Love Tra in（2003） - 小五（シャオウー） 役
- 星蘋果樂園（2006）
- 笑うハナに恋きたる（2008） - 女神 役

### 用語
- C-POP
- 華流
- 台流

### 台湾の女性アイドル
- 蔡依林
- 王心凌
- 張韶涵
- S.H.E
- ビビアン・スー